# Castelverde (Rome)
Pour les articles homonymes, voir Castelverde.
Castelverde est une frazione de la ville de Rome, au Latium, en Italie.

## Histoire
En 1950, un groupe d'émigrants des Marches, membres fondateurs de la S.A.C.C.Di (Società Anonima Cooperativa Coltivatori Diretti), s'installe en ce lieu. Après la Seconde Guerre mondiale, ils déménagent dans les terres du domaine de Lunghezza, propriété du duc Grazioli, le long de la vallée de l'Osa, à Castelverde et Villaggio Prenestino. Le 30 septembre 1966, à la demande du curé Don Alfredo Maria Scipione au maire de Rome Amerigo Petrucci, le quartier changea de nom, passant de Castellaccio dell'Osa à « Castelverde », officialisant ainsi ce changement à l'occasion de la visite pastorale du pape Paul VI.

## Architecture religieuse
- Église Santa Maria di Loreto, via Santa Maria di Loreto. Église du XXe siècle (1955).

- Paroisse érigée le 9 mars 1957 par décret du cardinal vicaire Clemente Micara « Decet romanos cives ». Le territoire est détaché de celui de la paroisse de la SS. Trinità a Lunghezza. Le nouveau lieu de culte est consacré par le cardinal Agostino Vallini le 15 juin 2013[2].